# Kim Soo-nyung
Kim Soo-nyung (hangul: 김수녕, hancha: 金秀寧, ur. 5 kwietnia 1971 w Chungcheongbuk-do) – koreańska łuczniczka, czterokrotna mistrzyni olimpijska, czterokrotna mistrzyni świata. Startowała w konkurencji łuków klasycznych.

## Kariera sportowa
Największym jej osiągnięciem jest złoty medal igrzysk olimpijskich w Seulu w 1988 roku, srebrny w Barcelonie i brąz w Sydney w konkurencji indywidualnej. Trzykrotna mistrzyni olimpijska drużynowo. Czterokrotna mistrzyni świata.